# Elk Haus (Radsportteam)

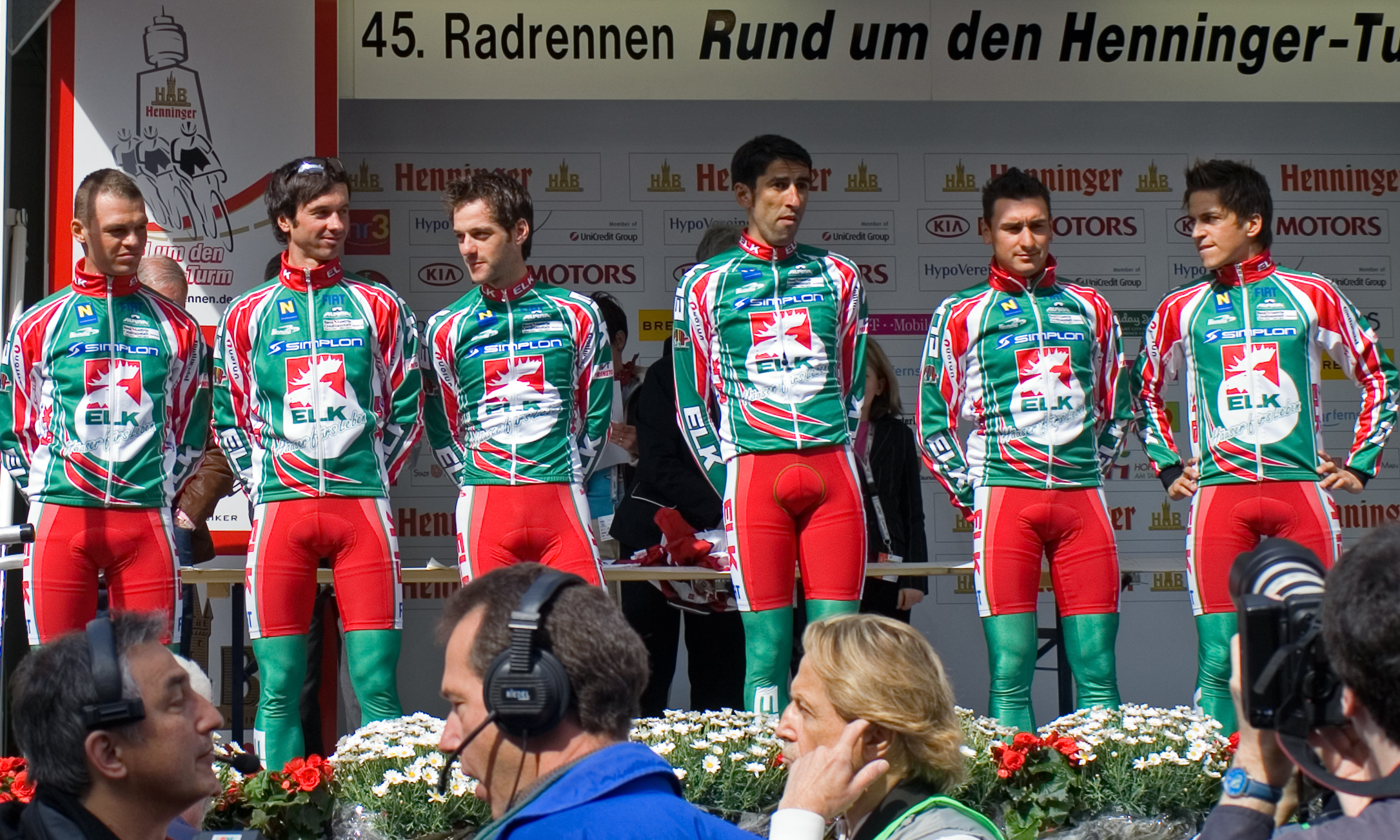
Rund um den Henninger-Turm (2006) von li. Stefan Rucker, Harald Totschnig, Wolfgang Murer, Marc Weisshaupt, Michael Pichler, Thomas Rohregger

Elk Haus war ein österreichisches Radsportteam. Nicht zu verwechseln mit dem Team Varta–ELK Haus, welches von 1990 bis 1994 aktiv war.
Die Mannschaft wurde 2001 gegründet und hatte von 2006 an den Status als Professional Continental Team. Teammanager war unter anderem Bernhard Rassinger, der vom Sportlichen Leiter Harald Wisiak († 2019) unterstützt wurde. Das Team wurde von der österreichischen Fertighausfirma Elk-Fertighaus AG und dem Fahrradhersteller Fuji gesponsert. Nach der Saison 2009 wurde das Team aufgelöst.

## Deutschland Tour 2007

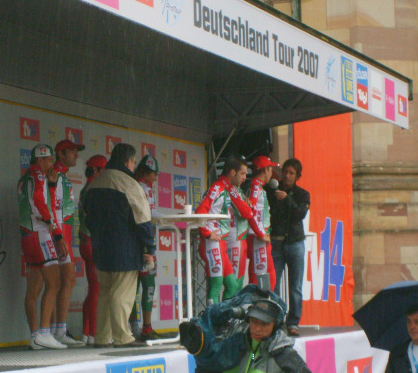
Teamvorstellung Deutschland-Tour Saarbrücken, Stefan Rucker, Harald Starzengruber, Christian Pfannberger, Jochen Summer, Harald Totschnig, Thomas Rohregger, Wolfgang Murer, Stefan Denifl

Elk Haus-Simplon erhielt eine von vier Wildcards für die Deutschland Tour von 10. bis 18. August 2007. Für die niederösterreichische Mannschaft wäre es das erste ProTour-Rennen der Teamgeschichte gewesen, allerdings wurde es drei Tage vor Beginn der Rundfahrt wieder ausgeladen. Als Gründe wurden fehlende Unterschriften unter die UCI-Ehrenerklärung und eine nicht korrekte erfolgte Anmeldung genannt. Das Team teilte am 9. August 2007 in einer Presseerklärung mit, dass es beim Landgericht Hamburg eine Einstweilige Verfügung erlangt hat um den Start des Teams zu erzwingen.

## Erfolge 2007
| Datum          | Rennen                                                 | Sieger                |
| -------------- | ------------------------------------------------------ | --------------------- |
| 23. April      | 46. Internationales Kirschblütenrennen Wels            | Peter Pichler         |
| 29. April      | Thermenland GP, Bad Waltersdorf                        | Markus Eibegger       |
| 5. Mai         | 54. Hungerburg - Classic Bergrennen, Innsbruck         | Harald Totschnig      |
| 6. Mai         | ² 17. Raiffeisen Radklassiker Wien Laßnitzhöhe, Wien   | Markus Eibegger       |
| 20. Mai        | ² SELECT - Tour 2007, Steiermark                       | Markus Eibegger       |
| 25. – 28. Mai  | ² Giro di Festina, Salzkammergut                       | Markus Eibegger       |
| 3. Juni        | ² 20. Internationale Grand Prix Südkärnten Völkermarkt | Markus Eibegger       |
| 16. – 17. Juni | Braunauer Radsporttage, Braunau                        | Clemens Fankhauser    |
| 30. Juni       | Österreichische Zeitfahrmeisterschaft (U23)            | Stefan Denifl         |
| 1. Juli        | Österreichische Straßenmeisterschaft (U23)             | Stefan Denifl         |
| 1. Juli        | Österreichische Straßenmeisterschaft                   | Christian Pfannberger |
| 10. Juli       | 3. Etappe (Kitzbüheler Horn) Österreich-Rundfahrt      | Thomas Rohregger      |
| 18. August     | 5.Stadtkriterium Oberwart                              | Peter Pichler         |
| 19. August     | ² 47. Burgenland Rundfahrt                             | Markus Eibegger       |
| 25. August     | 3. Etappe Grand Prix Tell, (U23)                       | Clemens Fankhauser    |
| 16. August     | ² 8. Grand Prix Traismauer                             | Robert Lauscha        |
| 6. Oktober     | ELK Heurigen GP                                        | Christian Pfannberger |
| 24. Oktober    | 2. Etappe Crocodile Trophy                             | Stefan Rucker         |
| 26. Oktober    | 4. Etappe Crocodile Trophy                             | Stefan Rucker         |
| 30. Oktober    | 8. Etappe Crocodile Trophy                             | Stefan Rucker         |

## Erfolge 2008
| Datum         | Rennen                                                | Fahrer           |
| ------------- | ----------------------------------------------------- | ---------------- |
| 12. März      | 5. Etappe Tour Ivoirien de la Paix                    | Stefan Rucker    |
| 3. Mai        | Staatsmeister Berg                                    | Markus Eibegger  |
| 4. Mai        | Staatsmeister Kriterium                               | Peter Pichler    |
| 11. Mai       | 5. Etappe Szlakiem Grodòw Piastowskich                | Steffen Radochla |
| 12. Mai       | Neuseen Classics – Rund um die Braunkohle             | Steffen Radochla |
| 21. Mai       | 1. Etappe Select Tour                                 | Peter Pichler    |
| 23. Mai       | 3. Etappe Select Tour                                 | Markus Eibegger  |
| 24. Mai       | 4. Ettape Select Tour                                 | Markus Eibegger  |
| 25. Mai       | 5. Etappe Select Tour                                 | Markus Eibegger  |
| 24. Mai       | Gesamt Select Tour                                    | Markus Eibegger  |
| 6. – 13. Juli | Gesamtwertung Österreich-Rundfahrt                    | Thomas Rohregger |
| 18. August    | 48. Burgenland-Rundfahrt                              | Markus Eibegger  |
| 19. September | Österreichischer Staatsmeister Einzelzeitfahren (U23) | Stefan Denifl    |
| 19. September | Österreichischer Staatsmeister Einzelzeitfahren Elite | Stefan Denifl    |

## Saison 2009

### Erfolge
| Datum         | Rennen                                            | Fahrer             |
| ------------- | ------------------------------------------------- | ------------------ |
| 29. März      | ²49.Int. Radsport Eröffnungsrennen Leonding       | Clemens Fankhauser |
| 5. April      | Thermenland Grande Prix                           | Markus Eibegger    |
| 24. Mai       | ²19. Radklassiker Wien Laßnitzhöhe                | Markus Eibegger    |
| 28. Mai       | 2. Etappe Bayern-Rundfahrt                        | Markus Eibegger    |
| 26.–31. Mai   | Gesamtsieg U23 Bayern-Rundfahrt                   | Stefan Denifl      |
| 6. Juni       | Staatsmeister Berg                                | Markus Eibegger    |
| 21. Juni      | ²Raiffeisen-GP Judendorf-Strassengel              | Markus Eibegger    |
| 28. Juni      | Österreichischer Staatsmeister                    | Markus Eibegger    |
| 28. Juni      | Österreichischer Staatsmeister (U23)              | Martin Schöffmann  |
| 19. September | Österreichischer Staatsmeister - Einzelzeitfahren | Matthias Brändle   |

² Rennen zählt zur Österreichischen Tchibo Top Rad Liga

### Zugänge - Abgänge
| Zugänge           | Team 2008                   | Abgänge          | Team 2009           |
| ----------------- | --------------------------- | ---------------- | ------------------- |
| Martin Schöffmann | RC Arbö Resch & Frisch Wels | Thomas Rohregger | Team Milram         |
| Matthias Brändle  | Team Ista                   | Robert Lauscha   | Unbekannt           |
| Georg Lauscha     | Ex-Profi (Swiag 2007)       | Peter Pichler    | Unbekannt           |
|                   |                             | Jochen Summer    | Karriereende (Juli) |

### Mannschaft
| Name                 | Geburtsdatum       | Nationalität | Team 2010                      |
| -------------------- | ------------------ | ------------ | ------------------------------ |
| Matthias Brändle     | 7. Dezember 1989   | Österreich   | Footon-Servetto                |
| Stefan Denifl        | 20. September 1987 | Österreich   | Cervélo TestTeam               |
| Markus Eibegger      | 16. Oktober 1984   | Österreich   | Footon-Servetto                |
| Clemens Fankhauser   | 2. September 1985  | Österreich   | Vorarlberg-Corratec            |
| Georg Lauscha        | 1. September 1987  | Österreich   |                                |
| Wolfgang Murer       | 22. Dezember 1979  | Österreich   |                                |
| Steffen Radochla     | 19. Oktober 1978   | Deutschland  | Team Nutrixxion                |
| Stefan Rucker        | 20. Januar 1980    | Österreich   |                                |
| Daniel Schorn        | 21. Oktober 1988   | Österreich   | Team NetApp                    |
| Martin Schöffmann    | 31. März 1987      | Österreich   | Vorarlberg-Corratec            |
| Harald Starzengruber | 11. April 1981     | Österreich   | Union Raiffeisen Radteam Tirol |
| Jochen Summer        | 28. Mai 1977       | Österreich   |                                |
| Björn Thurau         | 23. Juli 1988      | Deutschland  | Team Bergstraße                |
| Harald Totschnig     | 6. September 1974  | Österreich   | Tyrol-Team Radland Tirol       |
| Gerhard Trampusch    | 11. August 1978    | Österreich   | ARBÖ Gourmetfein Wels          |
| Jan Valach           | 19. August 1973    | Slowakei     | Dukla Trenčín Merida           |

## Platzierungen in UCI-Ranglisten
UCI-Weltrangliste
| Saison | Mannschaftswertung | Fahrerwertung           |
| ------ | ------------------ | ----------------------- |
| 2002   | 11. (GSIII)        | Bernhard Kohl (610.)    |
| 2003   | 41. (GSIII)        | Harald Morscher (1153.) |
| 2004   | 20. (GSII)         | Stefan Rucker (830.)    |

UCI Africa Tour
| Saison | Mannschaftswertung | Fahrerwertung |
| ------ | ------------------ | ------------- |
| 2008   | 12.                |               |
| 2009   | -                  | -             |

UCI America Tour
| Saison | Mannschaftswertung | Fahrerwertung              |
| ------ | ------------------ | -------------------------- |
| 2009   | 21.                | Harald Starzengruber (96.) |

UCI Europe Tour
| Saison | Mannschaftswertung | Fahrerwertung                |
| ------ | ------------------ | ---------------------------- |
| 2005   | 80.                | Jochen Summer (287.)         |
| 2006   | 55.                | Christian Pfannberger (109.) |
| 2007   | 20.                | Christian Pfannberger (20.)  |
| 2008   | 36.                | Thomas Rohregger (46.)       |
| 2009   | 27.                | Markus Eibegger (75.)        |